# Infection
Infection (感染, Kansen) es una película de terror japonés del año 2004. Fue dirigida por Masayuki Ochiai como una versión teatral basada en un episodio de la serie de televisión de terror japonesa Yonimo Kimyō na Monogatari (世にも 奇妙 な 物語, literalmente, "Cuentos de lo inusual"). El episodio, subtitulado "Kyūkan" ("急 患", literalmente, "Paciente urgente"), fue escrita por Ryoichi Kimizuka y se emitió por primera vez en 1991 en Japón.

## Trama
Un hospital con insuficientes recursos y parte de su escaso personal en prácticas, se ve desbordado por demasiados pacientes que no pueden atender. 
La crisis nerviosa comienza a hacer efecto entre los médicos menos preparados. Algunos desconfían de sus facultades, otros confían demasiado, y en mitad del caos global, cada sala del hospital es el escenario de una pesadilla particular y grotesca.
La crisis alcanza el clímax con la llegada de un nuevo paciente al hospital, pero con él, el verdadero horror no habrá hecho más que comenzar.

## Reparto
- Koichi Sato como el Dr. Akiba.
- Michiko Hada como el Dr. Nakazono.
- Yoko Maki como la enfermera Mean.
- Shirō Sano como el Dr. Kiyoshi Akai.
- Tae Kimura como la enfermera Misuse.
- Masanobu Takashima como el Dr. Uozumi.
- Kaho Minami como la enfermera jefe.
- Mari Hoshino como la enfermera novata.
- Moro Morooka como el Dr. Kishida
- Isao Yatsu como un paciente del hospital.

## Música
La música de los créditos finales es interpretada por Miwako Okuda con el nombre Yume.